# Flatenbergstjärn
Flatenbergstjärn är en sjö i Smedjebackens kommun i Dalarna och ingår i Norrströms huvudavrinningsområde.